# ジョン・ダン (野球)
ジョン・ダン（John Dun、1900年2月26日 - 1976年10月）は日本とアメリカ合衆国のアマチュア野球選手で、お雇い外国人のエドウィン・ダンの子息である。

## 来歴
エドウィンの三男として生まれる。
慶応普通部（現在の慶應義塾高等学校）在学中の1916年、第2回全国中等学校優勝野球大会に2番・一塁手で出場し、大会初の外国籍の選手となった。初戦（対愛知四中）を報じた大阪朝日新聞には「人気なジョン君」として取り上げられ、打席に入ると「ジョンしっかり！異人さんうまくやってくれ」と物凄（ものすご）い人気……。 」と様子が書かれ、観客が沸いたと記された。2回戦の香川商業戦では3安打の成績を記録し、最終的にチームは優勝を達成した。翌1917年の第3回全国中等学校優勝野球大会にも出場したが2回戦で敗れた。また芥川龍之介とダン家には縁があり、芥川がジョンおよびその兄弟とともに映っているとされる写真が現存している。
慶応普通部を卒業後の1920年ごろアメリカ合衆国へ渡り、オハイオ州ウォーレンの製鉄所で技術者として働いた。太平洋戦争中はアメリカ陸軍の兵器工場での労働に従事した。
戦後、1957年に川崎製鉄がウォーレンの製鉄所に技術者を団体で派遣した際、現地での受け入れ役となり、後に川崎製鉄会長となる岩村英郎らをエビの天ぷらなどでもてなしたという。晩年はフロリダ州に移り住み、1976年10月に死去した。